# Пераст
Пераст (на сръбски: Пераст; Perast) е град в Черна гора, община Котор. Разположен е на Которския залив (Бока Которска), известен туристически обект.